# Нартас
 Нартас  — посёлок в Мари-Турекском районе Республики Марий Эл. Входит в состав Мари-Биляморского сельского поселения.

## География
Находится в восточной части республики Марий Эл на расстоянии приблизительно 13 км по прямой на восток-северо-восток от районного центра посёлка Мари-Турек.

## История
Известен с 1834 года как починок Пивоваровский. В 1883 году отмечался уже как дача Пустошь Ягодина (Нартасский завод). Поселение состояло из 18 дворов. В конце XIX века работал спиртозавод. В 1893 году в Нартасе была открыта низшая сельскохозяйственная школа, в 1910 году она была преобразована в училище. С 1923 года Нартасское сельскохозяйственное училище стало техникумом. Основную массу обитателей посёлка составляли учащиеся сельхозтехникума. Жителей же в нём было немного, в 1930 году среди них было 40 русских, 25 мари, 14 татар. В 1986 году техникум был ликвидирован, сюда переселилась Мари-Биляморская вспомогательная школа-интернат. По данным всесоюзной переписи населения 1979 года, в Нартасе проживало 628 человек. В 2000 году в посёлке оставалось 82 двора.

## Население
Население составляло 305 человек (мари 67 %, русские 26 %) в 2002 году, 412 в 2010.